# Museu Terras da Bíblia
O Museu Terras da Bíblia é um museu em Jerusalém, Israel, que explora a cultura dos povos mencionados na Bíblia, entre eles os antigos egípcios, cananeus, filisteus, arameus, hititas, elamitas, fenícios e persas. O objetivo do museu é colocar esses povos no contexto histórico. O museu está localizado no "Museum row" em en:Givat Ram, entre o Museu de Israel e o Campus Nacional de Arqueologia de Israel.

## História
O museu foi fundado por Elie Borowski em 1992 para abrigar sua coleção pessoal. Em uma visita a Jerusalém em 1981, uma mulher que ele conheceu em um hotel, Batya Weiss, o encorajou a levar sua coleção para Israel ao invés de criar um museu para ela em Toronto, Canadá, como ele pretendia. Ela o pôs em contato com o prefeito de Jerusalém, Teddy Kollek. Borowski seguiu seu conselho, e construiu o Museu Terras da Bíblia. Os dois finalmente se casaram. .

## Exposições
A principal galeria mostra centenas de artefatos: documentos antigos, ídolos, moedas, estátuas, armas, cerâmicas e selos de todo o antigo Oriente Próximo. Muitos tópicos são elaborados em breves artigos nas paredes (por exemplo, as origens do alfabeto, embalsamamento e a jornada de Abraão). O museu também exibe modelos em escala de antigos locais em Jerusalém, um Zigurate em Ur e as pirâmides em Gizé. Embora a ênfase do museu seja a história das antigas civilizações do Oriente Próximo, os curadores levam a atenção para relevantes versos bíblicos. Por exemplo, acima de uma galeria de antigos jarros da Anatólia está o verso "Eis que Rebeca saiu com seu jarro em seu ombro; e ela desceu à fonte e tirou água" (Gênesis 24:45).

## Galeria principal
A principal galeria consiste de 21 seções numeradas em ordem cronológica:
1. Do Caçador ao Morador Urbano
2. A Vinda das Civilizações
3. Comunicação Simbólica
4. Vozes Instruídas, História da Escrita
5. O Mundo  Pré-Patriarcal
6. O Templo Sumério
7. Antigo Reino do Egito
8. Gênesis 14, a Era da Guerra
9. A Era dos Patriarcas
10. Quando Israel Residiu Temporariamente no Egito
11. Os Povos do Mar
12. A Chegada dos Cavaleiros Iranianos
13. Pedras de Aram
14. Israel Entre as Nações
15. Assíria, a Vara de Minha Ira
16. O Esplendor da Pérsia
17. Domínios Helenistas
18. Roma e Judeia
19. Romanos e Coptas do Egito
20. Mesopotâmia Sassânida – Casa do Talmude Babilônio

## Nota
- Este artigo foi inicialmente traduzido, total ou parcialmente, do artigo da Wikipédia em inglês cujo título é «Bible Lands Museum», especificamente desta versão.